# Boncourt-sur-Meuse
Boncourt-sur-Meuse è un comune francese di 321 abitanti situato nel dipartimento della Mosa nella regione del Grand Est.

## Storia

### Simboli
Lo stemma, non ancora registrato ufficialmente, è utilizzato de facto dall'amministrazione comunale dal 2022.
Il rosso con fasce d'oro ricorda il blasone della famiglia de Boncourt, un tempo signori del paese. Il Labrador raffigurato è un cane da tartufi e rappresenta la tartufaia e la Maison des Truffes et de la Trufficulture di Boncourt-Sur-Meuse. L'incudine simbolizza le fucine, un'importante attività del comune di un tempo.

## Società

### Evoluzione demografica
Abitanti censiti